# Mouloudia Olympique de Béjaïa
O Mouloudia Olympique de Béjaïa é um clube de futebol com sede em Bugia, Argélia. A equipe compete no Campeonato Argelino de Futebol.

## História
O clube foi fundado em 1954.